# Cleophon
Cleophon (Grieks Κλεοφών) was een radicale Atheense politicus uit de laatste jaren van de Peloponnesische Oorlog.
Cleophon kwam aan de macht als leidende figuur in de democratische partij, na het einde van de kortstondige oligarische revolutie en het herstel van de democratie in de zomer van 410 v.Chr.. Nadat Sparta een nederlaag had geleden in de Slag bij Cyzicus (mei 410), kreeg hij het geregeld dat het Spartaanse vredesaanbod werd afgewezen. Cleophon voerde in 410/409 een dagelijkse uitkering in van twee obolen (de zogenaamde diobelia) aan behoeftige burgers. Na de Atheense nederlaag bij Aegospotami en tijdens de blokkade van Athene in 405/404 stelde hij zich uitermate fanatiek en onverzoenlijk op. Ten slotte oefende hij zulk een terreurbewind uit dat zijn tegenstanders, de oligarchische partij, niets anders overbleef dan hem ter dood te veroordelen.
Het ongunstige oordeel dat alle antieke bronnen (te beginnen met de blijspeldichter Aristophanes) over Cleophon vellen is wellicht te eenzijdig. Wel is het zeker dat zijn fanatisme in grote mate heeft bijgedragen aan het ernstige debacle van Athene in 404.
 Portaal Oudheid · Athene · Geschiedenis van Griekenland · Geschiedenis van Athene
- Library of Congress Control Number: no2020015759
- Virtual International Authority File: 84158127403515150001
- WorldCat: E39PBJbxDpqxd7hWw4vMyPXDbd